# حجر رملي ملون

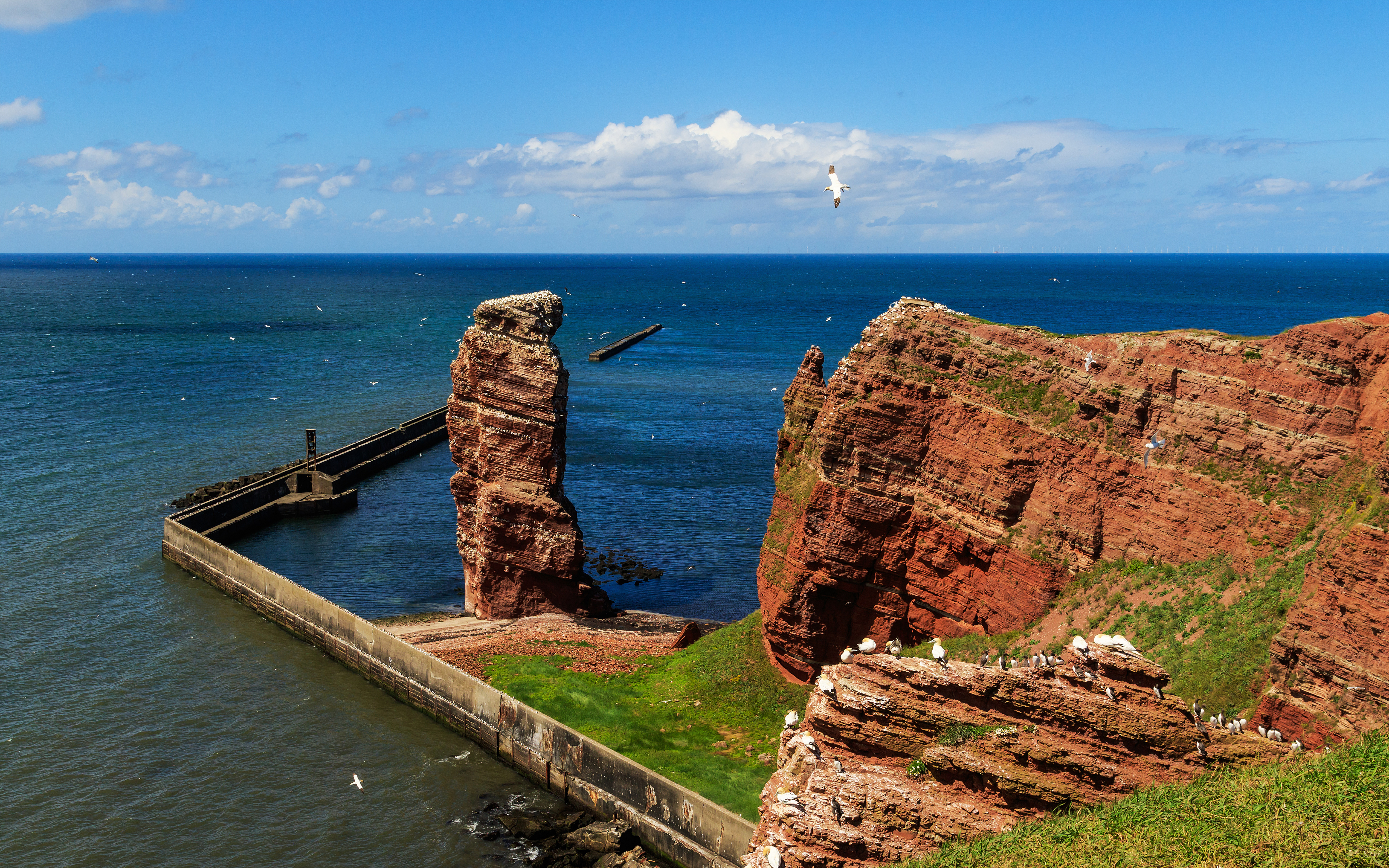
تشكيل جيولوجي من الحجر الرملي الملون في بحر الشمال.

الحجر الرملي الملوّن (أصل الكلمة مشتق من الكلمة الألمانية Buntsandstein) في علم دراسة الطبقات الصخرية هي طبقة صخرية موجودة في الصخر الأساس المغطي لمساحة واسعة في وسط وغربيّ أوروبا.
يتألف الحجر الرملي الملون من طبقات من الحجر الرملي المتكونة في مسق جيولوجي متشكل في فترة الثلاثي المبكر.